# Catibía
La catibía o cativía es la harina que se obtiene a partir del rayado, prensado y y secado de la yuca o mandioca, con la que se prepara el cazabe y la masa de la que se hacen las hojuelas para hacer empanadas. origen Dominicano que se obtiene como resultado del rallado, prensado y amasado de la yuca o mandioca.Sin embargo en República Dominicana es el nombre que le han atribuido los capitalinos a la empanada frita elaborada a partir de esta harina y que suele estar rellena de carne de cerdo, res o pollo. Esta palabra es de origen taíno.

## Orígenes taínos
El proceso de elaboración de alimentos a partir de la yuca se remonta a la época de los taínos nativos de La Española, Cuba y las islas aledañas. Estos elaboraban Casabe y otros alimentos a partir del rallado y prensado de la yuca (conocida también como mandioca), donde se extrae todo el almidón y las toxinas que posee esta raíz de manera natural, posteriormente se calentaba una fina pero amplia masa para obtener el casabe.

## Gastronomía dominicana
La catibía en República Dominicana se conoce como una empanada frita a base de una masa de yuca rellena más comúnmente de pollo, queso o res aunque con variantes de cerdo, pescado, mariscos y vegetales. Suele ser vendida por pregoneros que recorren las ciudades con amplios anafes de metal repletos de aceite vegetal donde fríen estas delicias y estas reposan típicamente en una vara de metal que las atraviesa por la mitad. También es posible encontrarla en varios restaurantes. Es considerada una de las delicias más importantes de la gastronomía dominicana, pero no está muy presente dado que su elaboración es sumamente trabajosa. Suele ser un manjar servido en época navideña.